# Meliboja (okeanida)
Meliboja (gr. Μελἰβοια Melíboia, łac. Meliboea) – w mitologii greckiej córka Okeanosa. Wyszła za mąż za Pelazgosa i miała z nim syna Likaona. Wedle innych przekazów matką Likaona była nimfa Kyllene lub Dejanira.